# Cúp bóng đá Bulgaria 1942
Cúp bóng đá Bulgaria 1942 là mùa giải thứ năm của Cúp bóng đá Bulgaria (trong giai đoạn này có tên là Cúp Tsar). Levski Sofia giành chức vô địch khi đánh bại Sportklub Plovdiv trong trận chung kết tại Sân vận động Yunak ở Sofia.

## Vòng Một
| Đội 1             | Tỉ số | Đội 2           |
| ----------------- | ----- | --------------- |
| Napredak Ruse     | 3–2   | Maria Luiza Lom |
| Botev Vratsa      | 1–5   | Spartak Pleven  |
| Lokomotiv GO      | 0–1   | Yantra Gabrovo  |
| Makedonija Bitola | 2–1   | ZhSK Skopje     |
| Haskovo           | 2–0   | Tundzha Yambol  |

## Tứ kết
| Đội 1             | Tỉ số     | Đội 2             |
| ----------------- | --------- | ----------------- |
| Levski Sofia      | 6–0       | Haskovo           |
| Makedonija Bitola | 0–3 (aet) | Sportklub Plovdiv |
| Spartak Pleven    | 3–0       | Yantra Gabrovo    |
| Pobeda Varna      | 1–3       | Napredak Ruse     |

## Bán kết
| Đội 1          | Tỉ số             | Đội 2             |
| -------------- | ----------------- | ----------------- |
| Napredak Ruse  | 0–1               | Sportklub Plovdiv |
| Spartak Pleven | 3–3 (aet) 1–2 (R) | Levski Sofia      |

## Chung kết

### Chi tiết
| Levski Sofia                                   | 3−0 (w/o) | Sportklub Plovdiv |
| ---------------------------------------------- | --- | ----------------- |
| Tsvetkov 20' · Sotirov 57' (l.n.) · Spasov 64' | In 72nd minute the match was canceled by Sportklub's players at 3−1 for Levski as a protest against refereeing | Paunov 66'        |

| Levski | Sportklub |